# Breitenbachplatz
Breitenbachplatz – plac w Berlinie, w Niemczech, w dzielnicy Dahlem, okręgu administracyjnym Steglitz-Zehlendorf. Został wytyczony w 1892.
Przy placu znajduje się stacja metra linii U3 Breitenbachplatz.